# Лос Паласиос и Виљафранка
Лос Паласиос и Виљафранка (шп. Los Palacios y Villafranca) град је у Шпанији у аутономној заједници Андалузија у покрајини Севиља. Према процени из 2017. у граду је живело 38 173 становника.

## Становништво
Према процени, у граду је 2017. живело 38 173 становника.
| 2017.  |
| ------ |
| 38.173 |

## Партнерски градови
- Tifariti
- Saint-Colomban
- Los Palacios
- Cuba
- Риванацано Терме
- Санта Фе